# Becky Moody
Becky Moody (16 de março de 1980) é uma ginete britânica.

## Carreira
Moody nasceu em 16 de março de 1980 na Irlanda do Norte e viveu primeiro na Escócia até que a família se mudou para o pequeno vilarejo de Gunthwaite, perto de Barnsley, quando ela tinha seis anos. Ela tem duas irmãs mais velhas. Quando ela tinha quatorze anos, ela era um membro entusiasmado do Rockwood Harriers, que era uma filial do Pony Club. Ela e seu cavalo Maximillian foram identificados como reserva do British Pony Team em 1994. Ela e Sir Fred competiram no ano seguinte no Campeonato Europeu de Cavaleiros Júnior. Ela e sua irmã mais velha Hannah Moody administravam a Moody Dressage em South Yorkshire. As duas se revezaram para aparecer com o castrado holandês Kwadraat a partir de 1998.
Em 2015, veio a ser notada quando ganhou os vencedores do Dressage Future Elite no Horse of the Year Show. Seu cavalo castrado de oito anos era Carinsio, que pertencia a Julie Lockey e era filho de Painted Black. Carinsio estava criando pontuações altas e com Moody o cavalo pontuou mais de 77%, apesar de alguns erros de Moody. Moody conseguiu várias vitórias no grande prêmio da Premier League. Carinsio conseguiu mais, apesar de algumas lesões, antes de se aposentar em 2021.
Em março de 2024, ela e seu cavalo Jagerbomb venceram o evento em Addington organizado pela Federação Internacional de Esportes Equestres (FEI). Ela leva o crédito pelos dez anos que levou para criar Jagerbomb, que recebeu esse nome em homenagem à bebida alcoólica e porque seu avô era conhecido como "bomba".
Em 2024, ela foi para as Olimpíadas de Paris como parte da equipe britânica e se classificou para as finais. Ela foi destinada à reserva itinerante da equipe britânica de adestramento de Charlotte Dujardin, Charlotte Fry e Carl Hester. A equipe foi nomeada em 26 de junho de 2024. Moody substituiu Dujardin depois que ela desistiu após a publicação de um vídeo mostrando-a chicoteando um cavalo durante o treinamento. Andrew Gould foi nomeado como o novo suplente. Individualmente, ela se saiu bem no adestramento ao som de You're a Sex Bomb, de Tom Jones – uma música que ela inicialmente rejeitou como "muito cafona". Ela ficou em oitavo lugar com uma pontuação pessoal de mais de 84%. Ela e a equipe britânica marcaram 232,492% combinados para ganhar uma medalha de bronze atrás dos medalhistas de ouro Alemanha e dos medalhistas de prata Dinamarca.